# Õ
Õ (gemenform: õ) är en bokstav i det latinska alfabetet som består av ett o med ett tilde. Det används i flera språk, bland annat portugisiska, estniska och võru.

## Portugisiska
På portugisiska finns õ i vissa ändelser och markerar att o:et skall uttalas nasalt. Se vidare Ã.

## Estniska
På estniska uttalas den som en mellansluten bakre orundad vokal /ɤ/ (ungefär som ett Ö fast längre bak i munnen, ungefär som ett schwa fast närmare ett Å, som svenskans ö i ordet örn (till skillnad från uttalet av svenskans ö i ordet öl) eller som vokalen i engelska girl fast med läpparna orundade).

## Võru
På võru, som är nära besläktat med estniska, uttalas det på samma sätt som på det senare.

## Vietnamesiska
På vietnamesiska används bokstaven Õ (IPA [ɔ]), för ett å-liknande ljud med stigande ton med ett avbrott mitt i tonen. Vietnamesiska har också de liknande bokstäverna Ỗ/ỗ och Ỡ/ỡ.

## Datorer
I datorer lagras Õ i Unicode med koden U+00F5 och õ med koden U+00D5. I HTML kan man skriva &#xF5; eller &#xD5;. Ỗ/ỗ har U+1ED6/U+1ED7 medan Ỡ/ỡ har U+1EE0/U+1EE1.